# Мельничное сельское поселение (Крым)
Мельничное се́льское поселе́ние (укр. Мельничне сільське́ посе́лення, крымскотат. Терекли Шейх Эли кой юрту, Terekli Şeyh Eli köy yurtu) — муниципальное образование в Белогорском районе Республики Крым России.
Административный центр — село Мельничное.

## География
Расположено в северо-западной части Белогорского района, в степном Крыму, в нижней части долины Бурульчи.

## Население
| 2001 | 2014  | 2015  | 2016  | 2017  | 2018  | 2019  |
| ---- | ----- | ----- | ----- | ----- | ----- | ----- |
| 1282 | ↘1036 | ↗1037 | ↘1036 | ↗1041 | ↘1024 | ↘1016 |
| 2020 | 2021  |       |       |       |       |       |
| ↘996 | ↗1133 |       |       |       |       |       |

## Состав
В состав сельского поселения входят 2 населённых пункта:
| № | Населённый пункт | Тип населённого пункта       | Население |
| - | ---------------- | ---------------------------- | --------- |
| 1 | Мельничное       | село, административный центр | ↘746      |
| 2 | Ударное          | село                         | ↘290      |

## История
В советское время был образован Мельничный сельский совет.
На 15 июня 1960 года в составе совета числились населённые пункты:

| - Мельничное - пос Новый Крым - пос Первомайское | - Ударное - Умелое |

Статус и границы Мельничного сельского поселения установлены Законом Республики Крым от 5 июня 2014 года № 15-ЗРК «Об установлении границ муниципальных образований и статусе муниципальных образований в Республике Крым».